# Keith River
Der Keith River ist ein Fluss im Nordwesten des australischen Bundesstaates Tasmanien.

## Geografie
Der 22 Kilometer lange Keith River entspringt an den Westhängen der Baretop Ridge im Zentrum des Savage-River-Nationalparks und fließt nach Norden durch den Nationalpark. Rund sieben Kilometer nördlich seiner Nordgrenze mündet er in den Arthur River.